# Національна асамблея Буркіна-Фасо
Національна асамблея Буркіна-Фасо (фр. Assemblée nationale) — нижня палата двопалатного парламенту Буркіна-Фасо.
Національна асамблея була утворена 1995 року; засідає в столиці країни Уагадугу. До Національної асамблеї обираються 111 депутатів.
За результатами парламентських виборів, що відбулись 6 травня 2007 року, до Національної асамблеї увійшли такі політичні партії Буркіна-Фасо:
- Конгрес за демократію і прогрес — 73 місць (58,9 % голосів виборців)
- Альянс за демократію та федерально-африканський демократичний рух — 14 місць (10,7 % голосів виборців)
- Союз за республіку — 5 місць (4,3 % голосів виборців)
- Союз за рух реберт-санкаристів — 4 місця (3,9 % голосів виборців)
- Конвент демократичних сил Буркіна — 3 місця (2,3 % голосів виборців)
- Союз Санкаристської партії — 2 місця (1,7 % голосів виборців)

Ще 18,1 % голосів було віддано за 7 невеликих партій, які разом отримали 10 місць у Національній асамблеї.